# Leptogenys
Leptogenys es un género de hormigas de la subfamilia Ponerinae. Es uno de los géneros más diversos del mundo; está muy extendido en las regiones tropicales y subtropicales y hay más de 260 especies descritas. La mayoría de las especies poseen reinas ergatoides (reproductoras sin alas) y muchas tienen mandíbulas arqueadas y falcadas y son especialistas en las presas isópodas.

## Descripción
El género de hormigas Leptogenys es uno de los más diversos y abundantes en las regiones tropicales y subtropicales. El género ha atraído la atención debido a su amplia variedad de organizaciones sociales y estructuras de colonias, así como a su notable diversidad de comportamientos. Varían desde especies epigéicas de ojos grandes (que viven o buscan alimento principalmente en la superficie) hasta especies criptobióticas de ojos pequeños que habitan las capas del suelo o se alimentan a través de la hojarasca. Tal variación ocurre en la distribución geográfica del género. El grupo de especies de maxillosa incluye especies muy extendidas que se han expandido mucho más allá de su área de distribución nativa.

## Taxonomía
La historia taxonómica del género Leptogenys incluye varios sinónimos más modernos como resultado de la notable diversidad morfológica del grupo. Los taxonomistas de hormigas anteriores describieron varios géneros y subgéneros basándose en la variación en la forma de las mandíbulas, el número de dientes mandibulares, la forma del clípeo, la presencia de dientes en el margen anterior del clípeo y el número de dientes en forma de clavija. en el margen ventral de las garras del tarso. Leptogenys ahora incluye los siguientes sinónimos más modernos: Prionogenys, Lobopelta, Odontopelta, Machaerogenys, Dorylozelus y Microbolbos. Estos géneros originalmente pertenecían a su propia tribu, Leptogenyini, pero las características morfológicas utilizadas para separar este grupo finalmente se consideraron insuficientes y Brown (1963) sinonimizó la tribu con Ponerini. Un estudio filogenético molecular de Ponerinae por Schmidt (2013) corrobora la ubicación de Leptogenys en Ponerini.

## Especies
- Leptogenys acutangula  Emery, 1914
- Leptogenys acutirostris  Santschi, 1912
- Leptogenys adlerzi  Forel, 1900
- Leptogenys alluaudi  Emery, 1895
- Leptogenys amazonica  Borgmeier, 1930
- Leptogenys ambigua  Santschi, 1931
- Leptogenys amon  Bolton, 1975
- Leptogenys anacleti  Borgmeier, 1930
- Leptogenys angusta  (Forel, 1892)
- Leptogenys angustinoda  Clark, 1934
- Leptogenys anitae  Forel, 1915
- Leptogenys ankhesa  Bolton, 1975
- Leptogenys antillana  Wheeler, 1914
- Leptogenys antongilensis  Emery, 1899
- Leptogenys arcirostris  Santschi, 1926
- Leptogenys arcuata  Roger, 1861
- Leptogenys arnoldi  Forel, 1913
- Leptogenys aspera  (Andre, 1889)
- Leptogenys assamensis  Forel, 1900
- Leptogenys attenuata  (Smith, 1858)
- Leptogenys australis  (Emery, 1888)
- Leptogenys bellii  Emery, 1901
- Leptogenys bidentata  Forel, 1900
- Leptogenys binghamii  Forel, 1900
- Leptogenys birmana  Forel, 1900
- Leptogenys bituberculata  Emery, 1901
- Leptogenys bohlsi  Emery, 1896
- Leptogenys borneensis  Wheeler, 1919
- Leptogenys breviceps  Viehmeyer, 1914
- Leptogenys bubastis  Bolton, 1975
- Leptogenys buyssoni  Forel, 1907
- Leptogenys caeciliae  Viehmeyer, 1912
- Leptogenys camerunensis  Stitz, 1910
- Leptogenys carinata  Donisthorpe, 1943
- Leptogenys castanea  (Mayr, 1862)
- Leptogenys centralis  Wheeler, 1915
- Leptogenys chalybaea  (Emery, 1887)
- Leptogenys chelifera  (Santschi, 1928)
- Leptogenys chinensis  (Mayr, 1870)
- Leptogenys clarki  Wheeler, 1933
- Leptogenys coerulescens  Emery, 1895
- Leptogenys confucii  Forel, 1912
- Leptogenys conigera  (Mayr, 1876)
- Leptogenys conradti  Forel, 1913
- Leptogenys consanguinea  Wheeler, 1909
- Leptogenys crassicornis  Emery, 1895
- Leptogenys crassinoda  Arnold, 1926
- Leptogenys crudelis  (Smith, 1858)
- Leptogenys crustosa  Santschi, 1914
- Leptogenys cryptica  Bolton, 1975
- Leptogenys dalyi  Forel, 1900
- Leptogenys darlingtoni  Wheeler, 1933
- Leptogenys dasygyna  Wheeler, 1923
- Leptogenys davydovi  Karavaiev, 1935
- Leptogenys dentilobis  Forel, 1900
- Leptogenys diatra  Bolton, 1975
- Leptogenys diminuta  (Smith, 1857)
- Leptogenys donisthorpei  Mann, 1922
- Leptogenys drepanon  Wilson, 1958
- Leptogenys ebenina  Forel, 1915
- Leptogenys elegans  Bolton, 1975
- Leptogenys elongata  (Buckley, 1866)
- Leptogenys emeryi  Forel, 1901
- Leptogenys emiliae  Forel, 1902
- Leptogenys ergatogyna  Wheeler, 1922
- Leptogenys erythraea  Emery, 1902
- Leptogenys excellens  Bolton, 1975
- Leptogenys excisa  (Mayr, 1876)
- Leptogenys exigua  (Crawley, 1921)
- Leptogenys exudans  (Walker, 1859)
- Leptogenys falcigera  Roger, 1861
- Leptogenys fallax  (Mayr, 1876)
- Leptogenys famelica  Emery, 1896
- Leptogenys ferrarii  Forel, 1913
- Leptogenys foreli  Mann, 1919
- Leptogenys fortior  Forel, 1900
- Leptogenys foveopunctata  Mann, 1921
- Leptogenys fugax  Mann, 1921
- Leptogenys furtiva  Arnold, 1926
- Leptogenys gagates  Mann, 1922
- Leptogenys gaigei  Wheeler, 1923
- Leptogenys gracilis  Emery, 1899
- Leptogenys grandidieri  Forel, 1910
- Leptogenys guianensis  Wheeler, 1923
- Leptogenys guineensis  Santschi, 1914
- Leptogenys hackeri  Clark, 1934
- Leptogenys hanseni  Borgmeier, 1930
- Leptogenys harmsi  Donisthorpe, 1935
- Leptogenys havilandi  Forel, 1901
- Leptogenys hebrideana  Wilson, 1958
- Leptogenys hemioptica  Forel, 1901
- Leptogenys hodgsoni  Forel, 1900
- Leptogenys honduriana  Mann, 1922
- Leptogenys honoria  Bolton, 1975
- Leptogenys humiliata  Mann, 1921
- Leptogenys hysterica  Forel, 1900
- Leptogenys iheringi  Forel, 1911
- Leptogenys imperatrix  Mann, 1922
- Leptogenys incisa  Forel, 1891
- Leptogenys indigatrix  Wilson, 1958
- Leptogenys ingens  Mayr, 1866
- Leptogenys intermedia  Emery, 1902
- Leptogenys intricata  Viehmeyer, 1924
- Leptogenys iridescens  (Smith, 1857)
- Leptogenys iridipennis  (Smith, 1858)
- Leptogenys jeanneli  Santschi, 1914
- Leptogenys karawaiewi  Santschi, 1928
- Leptogenys keysseri  Viehmeyer, 1914
- Leptogenys khaura  Bolton, 1975
- Leptogenys kitteli  (Mayr, 1870)
- Leptogenys kraepelini  Forel, 1905
- Leptogenys langi  Wheeler, 1923
- Leptogenys leiothorax  Prins, 1965
- Leptogenys letilae  Mann, 1921
- Leptogenys linearis  (Smith, 1858)
- Leptogenys longensis  Forel, 1915
- Leptogenys longiceps  Santschi, 1914
- Leptogenys longiscapa  Donisthorpe, 1943
- Leptogenys lucidula  Emery, 1895
- Leptogenys luederwaldti  Forel, 1913
- Leptogenys mactans  Bolton, 1975
- Leptogenys magna  Forel, 1900
- Leptogenys manni  Wheeler, 1923
- Leptogenys mastax  Bolton, 1975
- Leptogenys maxillosa  (Smith, 1858)
- Leptogenys melzeri  Borgmeier, 1930
- Leptogenys meritans  (Walker, 1859)
- Leptogenys mexicana  (Mayr, 1870)
- Leptogenys microps  Bolton, 1975
- Leptogenys minchinii  Forel, 1900
- Leptogenys mjobergi  Forel, 1915
- Leptogenys modiglianii  Emery, 1900
- Leptogenys moelleri  (Bingham, 1903)
- Leptogenys mucronata  Forel, 1893
- Leptogenys mutabilis  (Smith, 1861)
- Leptogenys myops  (Emery, 1887)
- Leptogenys navua  Mann, 1921
- Leptogenys nebra  Bolton, 1975
- Leptogenys neutralis  Forel, 1907
- Leptogenys nitens  Donisthorpe, 1943
- Leptogenys nuserra  Bolton, 1975
- Leptogenys occidentalis  Bernard, 1953
- Leptogenys optica  Viehmeyer, 1914
- Leptogenys oresbia  Wilson, 1958
- Leptogenys oswaldi  (Forel, 1891)
- Leptogenys papuana  Emery, 1897
- Leptogenys parvula  Emery, 1900
- Leptogenys pavesii  Emery, 1892
- Leptogenys peninsularis  Mann, 1926
- Leptogenys peringueyi  Forel, 1913
- Leptogenys peuqueti  (Andre, 1887)
- Leptogenys piroskae  Forel, 1910
- Leptogenys podenzanai  (Emery, 1895)
- Leptogenys pompiloides  (Smith, 1857)
- Leptogenys princeps  Bolton, 1975
- Leptogenys processionalis  (Jerdon, 1851)
- Leptogenys pruinosa  Forel, 1900
- Leptogenys pubiceps  Emery, 1890
- Leptogenys punctata  Emery, 1914
- Leptogenys punctaticeps  Emery, 1890
- Leptogenys punctiventris  (Mayr, 1879)
- Leptogenys purpurea  (Emery, 1887)
- Leptogenys pusilla  (Emery, 1890)
- Leptogenys quiriguana  Wheeler, 1923
- Leptogenys ravida  Bolton, 1975
- Leptogenys regis  Bolton, 1975
- Leptogenys ridens  Forel, 1910
- Leptogenys ritae  Forel, 1899
- Leptogenys roberti  Forel, 1900
- Leptogenys rouxi  (Emery, 1914)
- Leptogenys rufa  Mann, 1922
- Leptogenys rugosopunctata  Karavaiev, 1925
- Leptogenys sagaris  Wilson, 1958
- Leptogenys saussurei  (Forel, 1891)
- Leptogenys schwabi  Forel, 1913
- Leptogenys sjostedti  Forel, 1915
- Leptogenys spandax  Bolton, 1975
- Leptogenys stenocheilos  (Jerdon, 1851)
- Leptogenys sterops  Bolton, 1975
- Leptogenys strator  Bolton, 1975
- Leptogenys striatidens  Bolton, 1975
- Leptogenys stuhlmanni  Mayr, 1893
- Leptogenys stygia  Bolton, 1975
- Leptogenys sulcinoda  (Andre, 1892)
- Leptogenys terroni  Bolton, 1975
- Leptogenys testacea  (Donisthorpe, 1948)
- Leptogenys titan  Bolton, 1975
- Leptogenys tricosa  Taylor, 1969
- Leptogenys triloba  Emery, 1901
- Leptogenys trilobata  Santschi, 1924
- Leptogenys truncata  Mann, 1919
- Leptogenys truncatirostris  Forel, 1897
- Leptogenys turneri  Forel, 1900
- Leptogenys unistimulosa  Roger, 1863
- Leptogenys varicosa  Stitz, 1925
- Leptogenys venatrix  Forel, 1899
- Leptogenys vindicis  Bolton, 1975
- Leptogenys violacea  Donisthorpe, 1942
- Leptogenys vitiensis  Mann, 1921
- Leptogenys voeltzkowi  Forel, 1897
- Leptogenys vogeli  Borgmeier, 1933
- Leptogenys watsoni  Forel, 1900
- Leptogenys wheeleri  Forel, 1901
- Leptogenys yerburyi  Forel, 1900
- Leptogenys zapyxis  Bolton, 1975